# Stanisław Derkus
Stanisław Derkus ps. Stach Śmiałek, Śmiały (ur. 1 maja 1925 w Kozolinie, powiat Płońsk – zm. 20 września 1951 w Warszawie) – żołnierz podziemia antykomunistycznego.

## Życiorys
Od połowy 1946 roku w Obwodzie „Mewa”, później w Narodowych Siłach Zbrojnych i Narodowym Zjednoczeniu Wojskowym, walczył z grupą operacyjną Korpusu Bezpieczeństwa Wewnętrznego i Urzędu Bezpieczeństwa, operującą na terenie województwa warszawskiego. 
Jako dowódca patrolu wziął udział w wielu starciach oddziału w powiatach: Mława, Płock, Rypin. Ujęty po walce 10 maja 1949 roku, skazany przez Wojewódzki Sąd Rejonowy w Warszawie na karę śmierci, Bolesław Bierut nie skorzystał z prawa łaski. Stracony w więzieniu mokotowskim.